# Монжолус
Монжолус (порт. Monjolos) — муниципалитет в Бразилии, входит в штат Минас-Жерайс. Составная часть мезорегиона Центр штата Минас-Жерайс. Входит в экономико-статистический микрорегион Курвелу. Население составляет 2311 человек на 2006 год. Занимает площадь 652,106 км². Плотность населения — 3,5 чел./км².

## История
Город основан 2 марта 1963 года.

## Статистика
- Валовой внутренний продукт на 2003 год составляет 9 827 844,00 реалов (данные: Бразильский институт географии и статистики).
- Валовой внутренний продукт на душу населения на 2003 год составляет 4037,73 реалов (данные: Бразильский институт географии и статистики).
- Индекс развития человеческого потенциала на 2000 год составляет 0,676 (данные: Программа развития ООН).